# Staro seliszte
Staro seliszte (bułg. Старо селище) – wieś w Bułgarii, w obwodzie Razgrad, w gminie Isperich. W 2023 roku liczyła 334 mieszkańców.